# AT&T Stadium
Het AT&T Stadium, voorheen Cowboys Stadium, is een American football stadion in Dallas. Het stadion opende zijn deuren in 2009. Vaste bespelers zijn de Dallas Cowboys. Het stadion is het grootste overdekte stadion ter wereld. De officiële capaciteit mag dan vastgesteld zijn op 80.000, voor speciale evenementen kan het uitgebreid worden naar 111.000.
Op 6 februari 2011 vond in het Cowboys Stadium Super Bowl XLV plaats (Pittsburgh Steelers vs Green Bay Packers (25-31).

## CONCACAF Gold Cup
Dit stadion is verschillende keren uitgekozen als gaststadion tijdens een toernooi om de Gold Cup, het voetbaltoernooi voor landenteams van de CONCACAF. Tijdens de Gold Cup van 2009, 2011, 2013, 2017 en 2021 was dit stadion een van de stadions waar voetbalwedstrijden werden gespeeld.
| №  | Datum        | Wedstrijd                     | Uitslag | Gold Cup     | Toeschouwers |
| -- | ------------ | ----------------------------- | ------- | ------------ | ------------ |
| 1  | 19 juli 2009 | Guadeloupe – Costa Rica       | 1 – 5   | Kwartfinale  | 82.252       |
| 2  | 19 juli 2009 | Mexico – Haïti                | 4 – 0   | Kwartfinale  | 82.252       |
| 3  | 5 juni 2011  | Costa Rica – Cuba             | 5 – 0   | Groepsfase   | 80.108       |
| 4  | 5 juni 2011  | Mexico – El Salvador          | 5 – 0   | Groepsfase   | 80.108       |
| 5  | 24 juli 2013 | Verenigde Staten – Honduras   | 3 – 1   | Halve finale | 81.410       |
| 6  | 24 juli 2013 | Panama – Mexico               | 2 – 1   | Halve finale | 81.410       |
| 7  | 22 juli 2017 | Costa Rica – Verenigde Staten | 0 – 2   | Halve finale | 45.516       |
| 8  | 10 juli 2021 | Mexico – Trinidad en Tobago   | 0 – 0   | Groepsfase   | 41.229       |
| 9  | 24 juli 2021 | Costa Rica – Canada           | 0 – 2   | Kwartfinale  | 41.318       |
| 10 | 24 juli 2021 | Verenigde Staten – Jamaica    | 1 – 0   | Kwartfinale  | 41.318       |